# Коилово
Коилово (на сръбски: Ковилово или Kovilovo, старо име на сръбски: Koјилово) е село в Сърбия, община Неготин. В 2011 година селото има 411 жители. Селото е разположено на 18 км от общинския център Неготин. Селото се дели на Долни и Горни край.

## История
Селото има предимно влашко население. От 1878 до 1919 година е в територията на България. През 1910 година селото е център на Ракитнишката селска община, която се е състояла от селата Ракитинца, Коилово, Делейна и Косово, част от Видинска околия на Видинското окръжие. През 1887 година в селото е изградена църквата „Свети Илия“. В същата година стенописите в храма са изписани от Евгений Попкузманов.